# Celozja
Celozja (Celosia L.) – rodzaj roślin z rodziny szarłatowatych. Należą do niego rośliny jednoroczne występujące na ciepłych obszarach Azji, Afryki i Ameryki. Gatunkiem typowym jest Celosia argentea  L.

## Systematyka
Pozycja systematyczna według Angiosperm Phylogeny Website (2001...)
Należy do rodziny szarłatowatych (Amaranthaceae), która znajduje się w politomii z grupami siostrzanymi Achatocarpaceae i goździkowatych Caryophyllaceae. Tworzy wraz z nimi i z szeregiem innych rodzin rząd goździkowców w obrębie dwuliściennych właściwych.
Pozycja w systemie Reveala (1993-1999)
Gromada okrytonasienne (Magnoliophyta Cronquist), podgromada Magnoliophytina Frohne & U. Jensen ex Reveal), klasa Rosopsida Batsch, podklasa goździkowe (Caryophyllidae Takht.), nadrząd Caryophyllanae Takht., rząd goździkowce (Caryophyllales Perleb), rodzina szarłatowate (Amaranthaceae Juss.), podrodzina Celosioideae  (Fenzl) Lindl., plemię Celosieae Fenzl in Endl., rodzaj szarłat (Amaranthus L.).
Lista gatunków
- Celosia angustifolia Schinz
- Celosia anthelminthica Asch.
- Celosia argentea L. – celozja srebrzysta
- Celosia bakeri C.C.Towns.
- Celosia baronii Cavaco
- Celosia benguellensis C.C.Towns.
- Celosia boivinii Hook.f.
- Celosia bonnivairii Schinz
- Celosia brasiliensis Moq.
- Celosia brevispicata C.C.Towns.
- Celosia chenopodiifolia Baker
- Celosia chiapensis Brandegee
- Celosia corymbifera Didr.
- Celosia elegantissima Hauman
- Celosia expansifila C.C.Towns.
- Celosia fadenorum C.C.Towns.
- Celosia floribunda A.Gray
- Celosia globosa Schinz
- Celosia grandifolia Moq.
- Celosia hastata Lopr.
- Celosia humbertiana Cavaco
- Celosia isertii C.C.Towns.
- Celosia leptostachya Benth.
- Celosia loandensis Baker
- Celosia longifolia Mart.
- Celosia madagascariensis Poir.
- Celosia micrantha Baker
- Celosia monosperma Rose
- Celosia moquinii Guill. ex Moq.
- Celosia nervosa C.C.Towns.
- Celosia nitida Vahl
- Celosia orcuttii Greenm.
- Celosia palmeri S.Watson
- Celosia pandurata Baker
- Celosia patentiloba C.C.Towns.
- Celosia persicaria Schinz
- Celosia polygonoides Retz.
- Celosia polystachia (Forssk.) C.C.Towns.
- Celosia pseudovirgata Schinz
- Celosia pulchella Moq.
- Celosia richardsiae C.C.Towns.
- Celosia salicifolia Lopr.
- Celosia schweinfurthiana Schinz
- Celosia spicata Spreng. – celozja kłosowa
- Celosia staticodes Hiern
- Celosia stuhlmanniana Schinz
- Celosia taitoensis Hayata
- Celosia trigyna L.
- Celosia triuncinella Schinz
- Celosia vanderystii Schinz
- Celosia virgata Jacq.